# Parafia Matki Bożej Bolesnej w Pieniążkowicach
Parafia Matki Bożej Bolesnej w Pieniążkowicach – parafia należąca do dekanatu Czarny Dunajec archidiecezji krakowskiej. 